# Łukasz Kubot
Łukasz Kubot (født 16. maj 1982 i Bolesławiec, Polen) er en tidligere polsk tennisspiller, der blev professionel i 2002.
Han repræsenterede sit land under Sommer-OL 2012 i London, hvor han blev elimineret i den første singlerunde.
Han har vundet to Grand Slam-turneringer i herredouble: Australian Open 2014 med Robert Lindstedt og Wimbledon 2017 med Marcelo Melo.